# Sant’Andrea (Venedig)
Sant’Andrea ist eine kleine Insel in der Lagune von Venedig 1100 Meter östlich der Altstadt von Venedig und 100 Meter östlich der Insel La Certosa. Von Vignole, als deren südliche Verlängerung sie angesehen werden kann, ist sie nur durch einen sechs bis 30 Meter breiten Wasserweg getrennt und durch eine knapp zehn Meter lange Fußgängerbrücke verbunden. Eine weitere auf Karten verzeichnete Brücke im Süden ist auf aktuellen Satellitenbildern nicht mehr zu sehen. Vom Hafen Porto di San Nicolò im Norden der Nehrungsinsel Lido ist Sant'Andrea durch den 240 Meter breiten Canal di San Nicolò getrennt.
Die Insel ist 310 Meter lang und bis zu 165 Meter breit und weist eine Fläche von rund zwei Hektar auf.

## Festung
Auf der Insel befindet sich das Forte di Sant’Andrea, eine Festung aus dem 16. Jahrhundert zur Verteidigung von Venedig.
Giacomo Casanova wurde dort 1743 für fünfzehn Monate auf Befehl des Abate Grimani unter Arrest gestellt und dort unter Verwahrung genommen. In der Festung lagen seinen Angaben zufolge etwa 2000 Albaner, Cimarioten genannt, dazu 500 bis 600 Frauen und zahlreiche Kinder. Die Männer hatten sich im letzten Osmanenkrieg ausgezeichnet, wurden jedoch bald abgezogen.

## Flugplatz
Obwohl an und auf der benachbarten Insel Vignole gelegen, wurde der ehemalige Wasserflugplatz von Venedig nach der Insel Sant’Andrea benannt. Sofern man Sant’Andrea nur als Fortsetzung von Vignole betrachtet, besteht letztere eigentlich aus drei Inseln, die durch Kanäle voneinander getrennt sind. Sant’Andrea liegt am Ende des Kanals, der seinerzeit von Flugbooten genutzt wurde und heute Teil eines ebenfalls als „Sant’Andrea“ bezeichneten Militärstützpunktes ist.

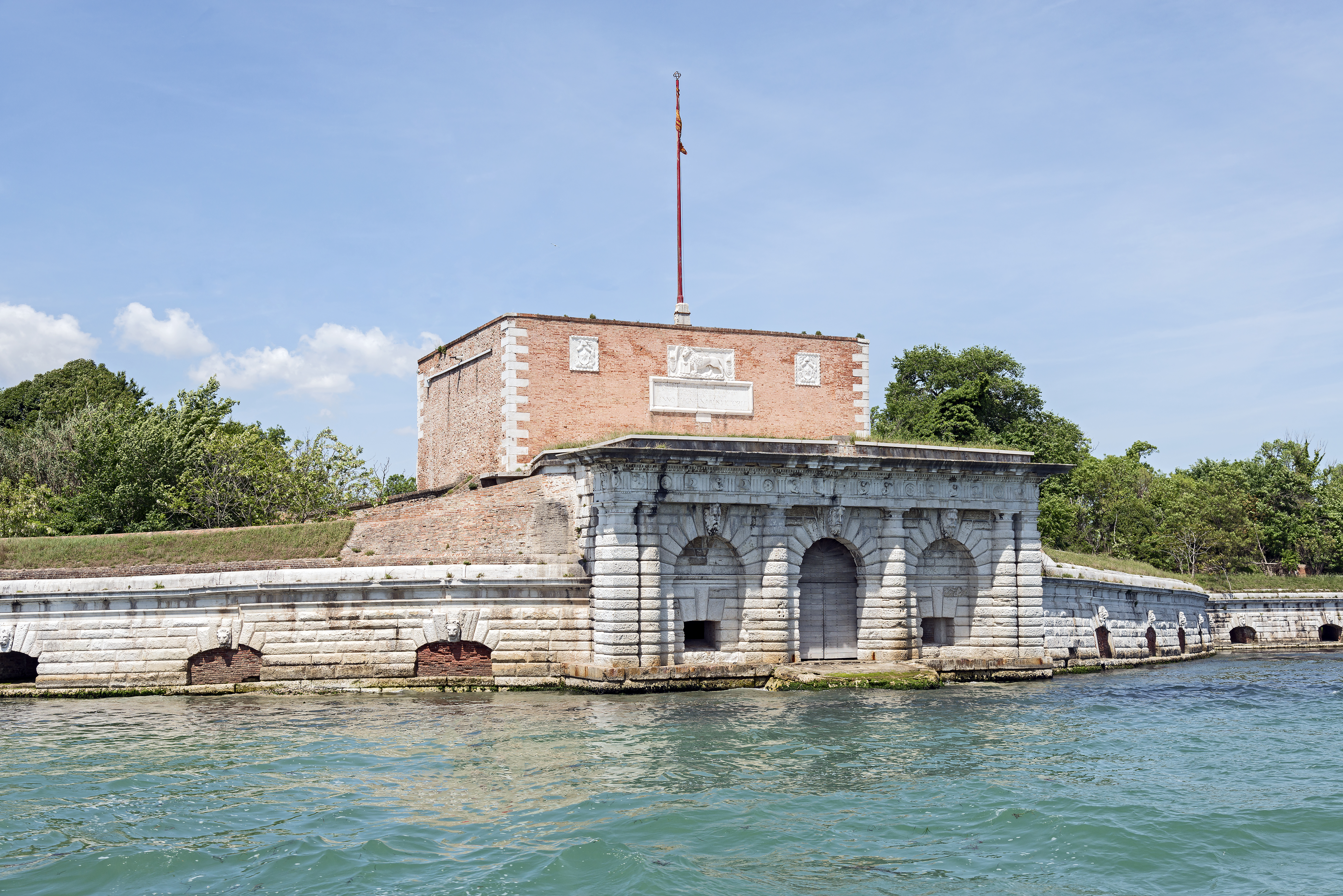
Fort Sant'Andrea
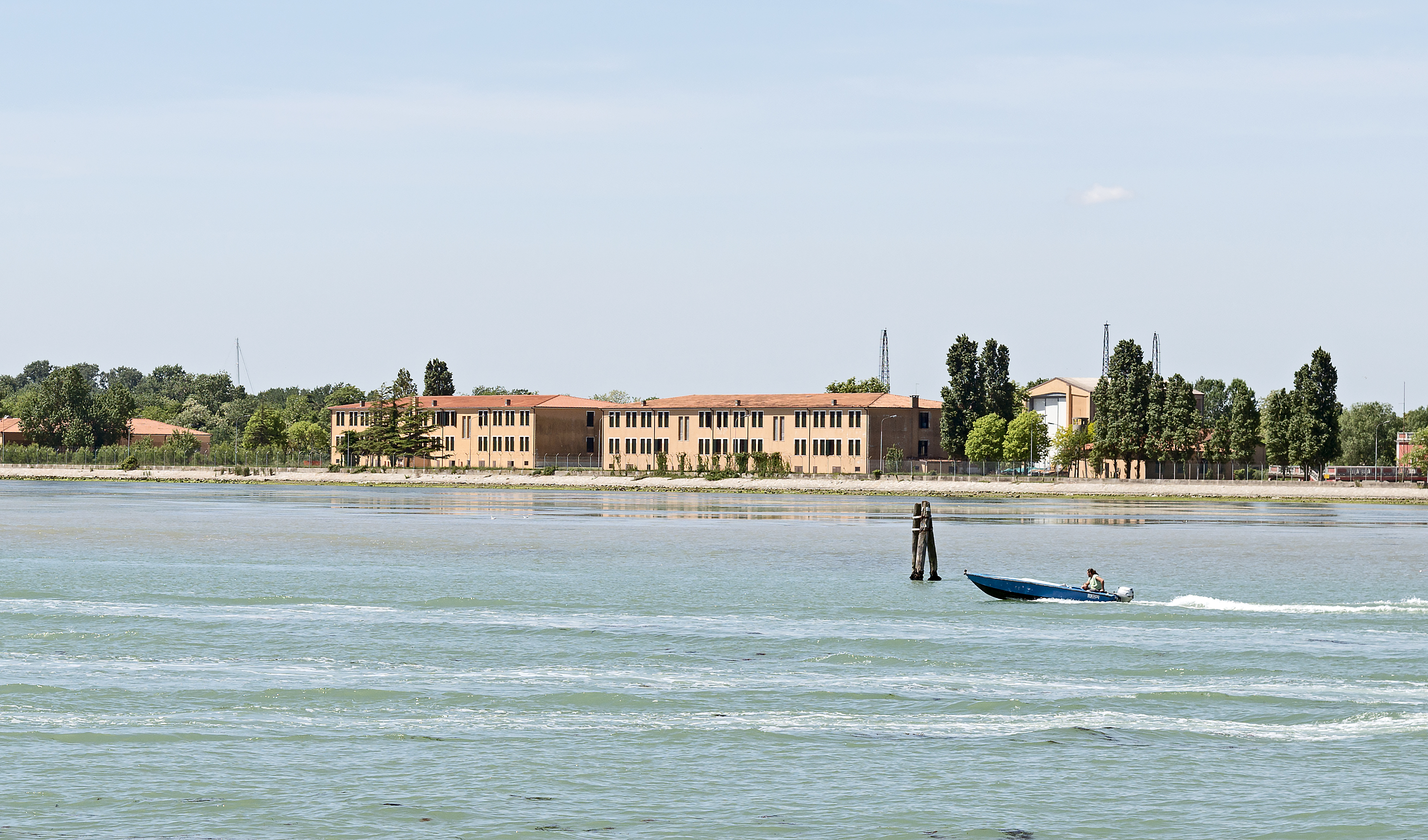
„Sant’Andrea“ bezeichneten Militärstützpunktes.
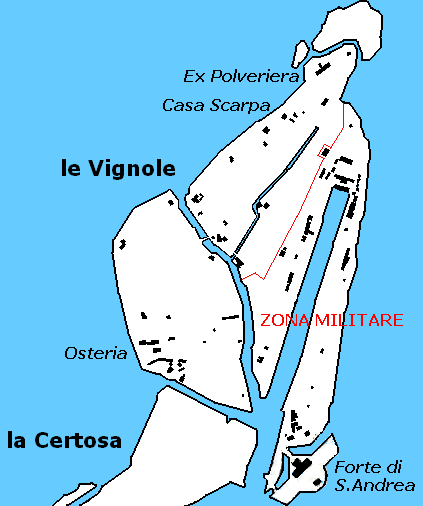
San'Andrea, im Südosten von Vignole. Der Kanal in der Zona Militare ist der ehemalige Flugplatz.